# Alceste (logiciel)
Pour les articles homonymes, voir Alceste (homonymie).
Alceste (pour « Analyse Lexicale par Contexte d’un Ensemble de Segments de Texte ») est un logiciel d'analyse de données textuelles ou de statistique textuelle conçu en 1979 par Max Reinert (laboratoire de Jean-Paul Benzécri, CNRS, Paris) et désormais diffusé par la société Image (Choeb Zafar, dir.). 
La société Image développe et commercialise au niveau international, de nombreux modules graphiques et particulièrement la cartographie des textes font de ce logiciel un outil fondamental d'analyse et d'aide à l'interprétation. La version 2013 contient également un module de découpage et classification manuelle ainsi qu'un module de formatage et du nettoyage du corpus. 
L'usage de ce type de logiciel s'est diffusé dans le domaine des sciences humaines et sociales notamment à partir des travaux de psychologie sociale dès les années 1990 au sein du Laboratoire de psychologie sociale de l'École des hautes études en sciences sociales, en sciences de gestion, marketing, sciences politiques.

## La méthode de classification d'Alceste
Alceste, à partir d’un corpus, effectue une première analyse détaillée de son vocabulaire, et constitue le dictionnaire des mots ainsi que de leur racine, avec leur fréquence. Ensuite, par fractionnements successifs, il découpe le texte en segments homogènes contenant un nombre suffisant de mots, et procède alors à une classification de ces segments en repérant les oppositions les plus fortes. Cette méthode permet d’extraire des classes de sens, constituées par les mots et les phrases les plus significatifs, les classes obtenues représentent les idées et les thèmes dominants du corpus.  L’ensemble des résultats est trié selon leur pertinence, et donne lieu à des représentations graphiques et des rapports d’analyse. 
Alceste produit également des analyses factorielles des correspondances, développées par Benzécri.

## Alternative
À partir de 2009, un logiciel similaire mais libre (open access) est développé à l'initiative de Pierre Ratinaud, enseignant-chercheur à l'Université de Toulouse 2, au Laboratoire d'Études et de Recherches Appliquées en Sciences Sociales (Lérass). Les mêmes algorithmes de classification hiérarchique descendante de Max Reinert y sont utilisés. Intitulé IRaMuteq (Interface de R pour les Analyses Multidimensionnelles de Textes et de Questionnaires), ce logiciel s'appuie sur le système statistique R et le langage Python. 

## Publications sur/avec Alceste
- BOYER, L. ROBITAIL, S. DEBENSASON, D. AUQUIER, P. SAN MARCO, J.L. (2005). Media and public health: example of heat wave during summer 2003, Revue d’épidémiologie et de santé publique, 53 (5): 525-534.
- DANY, L. et al. (2005. Patients et médecins face à la chimiothérapie, Journal International sur les Représentations Sociales, 2(1), 57-67.
- DE ALBA, M. (2004). El Método Alceste y su aplicacion al estudio de las representaciones sociales del espacio urbano : el caso de la ciudad de Mexico, Papers on social representations, 13, 1-20.
- FOUCAUD, J., KOLECK, M., LAUGH, O., VERSEL, M., TAYTARD, A. (2004). Asthma education : the patient's response. The results of an automated analysis of an interview, Revue des maladies respiratoires, 21 (1): 43-51.
- JENNY, J. (1997). Méthodes et pratiques formalisées d'analyse de contenu et de discours dans la recherche sociologique française contemporaine. État des lieux et essai de classification, Bulletin de Méthodologie Sociologique, 54, 64-112.
- JENNY, J. (1999). Pour engager un débat avec Max Reinert à propos des fondements théoriques et des présupposés des logiciels d’analyse textuelle, Langage et Société, 90, 73-85.
- KALAMPALIKIS, N. (2003). L’apport de la méthode Alceste dans l’étude des représentations sociales, in J.-C. Abric (éd.), Méthodes d’étude des représentations sociales. Paris, Erès, p. 147-163.
- KALAMPALIKIS N., MOSCOVICI, S. (2005). Une approche pragmatique de l’analyse Alceste, Cahiers Internationaux de Psychologie Sociale, 66, 15-24
- KRONBERGER, N. & WAGNER, W. (2000). Key words in context : statistical analysis of text features, in M.W. Bauer & G. Gaskell (eds), Qualitative researching with text, image and sound. A practical handbook. London, Sage, p. 299-317.
- LAHLOU, S. (1998). Penser, manger. Paris, PUF.
- REINERT, Max (1993). Les "mondes lexicaux" et leur "logique" à travers l’analyse statistique d’un corpus de récits de cauchemars, Langage et société, 66, 5-39.
- REINERT, Max (1997). Les "mondes lexicaux" des six numéros de la revue "le surréalisme au service de la révolution", Cahiers du centre de recherche sur le surréalisme (Mélusine), XVI, 270-302.
- REINERT, Max (1999). Quelques interrogations à propos de l'"objet" d'une analyse de discours de type statistique et de la réponse "Alceste", Langage et société, 90, 57-70.
- REINERT, Max (2001). Alceste, une méthode statistique et sémiotique d’analyse de discours : Application aux “Rêveries du promeneur solitaire”, La Revue Française de Psychiatrie et de Psychologie Médicale, V (49), 32-36.
- REINERT, M. (2003). Le rôle de la répétition dans la représentation du sens et son approche statistique par la méthode « Alceste », Semiotica, 147-1/4, 389-420.
- RIGAUDIERE, A., CONNAN, P.-Y., De la visibilité numérique à la reconnaissance professionnelle : la construction de l’autorité dans les vidéoblogs d’enseignants, Etudes de communication, 2020/2, pp. 37-52.
- SCHARNITZKY, P., KALAMPALIKIS, N. (2007). Une analyse lexicale des sources d’influence dans les jurys d’assises, Bulletin de Psychologie, 60(5), 425-432.

## Pages web sur Alceste
- L'exploitation des données biographiques avec le logiciel Alceste par Isabelle Havet

1. ↑  « http://bms.sagepub.com/content/26/1/24 »